# Питсойнъярви
Пи́тсойнъя́рви (фин. Piitsoinjärvi) — пресноводное озеро на территории Лоймольского сельского поселения Суоярвского района Республики Карелии.

## Этимология
Название озера переводится с финского языка как «кружевное озеро».

## Описание
Форма озера продолговатая: оно более чем на полтора километра вытянуто с севера на юг. Берега несильно изрезанные, каменисто-песчаные, местами заболоченные. 

## География
Располагается на высоте 166,5 метров над уровнем моря. Из залива на северной стороне Питсойнъярви вытекает ручей Питсойноя, впадающий в озеро Сариярви — исток реки Сариярвянйоки, впадающей в озеро Салонъярви.
На северном берегу озера располагается посёлок Пийтсиёки.

## Галерея

Панорама озера